# Mètode del cercle de Hardy-Littlewood
En matemàtiques, el mètode del cercle de Hardy–Littlewood és una de les tècniques més utilitzades en teoria de nombres analítica. Els seus creadors foren G. H. Hardy i J. E. Littlewood, que el desenvoluparen en una sèrie d'articles sobre el problema de Waring.

## Història
La idea inicial s'atribueix normalment a la col·laboració de Hardy amb Srinivasa Ramanujan anys abans, el 1916 i 1917, quan tractaren asímptotes de la funció partició. La idea és seguida per molts altres investigadors, com Harold Davenport i Ivan Matvéievitx Vinogràdov, que modificaren lleugerament la formulació (traslladant-la de l'anàlisi complexa a sumes exponencials), sense canviar les línies generals. Seguiren centenars d'articles, i a 2013 se seguien publicant nous resultats. El mètode és l'objecte d'una monografia de Robert Charles Vaughan (1997).